# بلير ليفين
بلير ليفين (بالإنجليزية: Blair Levin)‏ هو محامي أمريكي، ولد في 23 يناير 1954.